# Fortunaciano Servílio
Fortunaciano Servílio (em latim: Fortunatianus Servilius) foi um oficial romano do século IV/V. Sua existência é atestada através de três inscrições, duas de Gortina (IV 336a; IV 336b = III 12039), em Creta, e a inscrição VI 37125 = ILCV 130 que foi encontrada no interior da Igreja de São Saba, em Roma, e possui caráter cristão, indicando talvez que professava esta religião. Era filho da mulher claríssima Servília e irmão de Eliano. Era casado, mas o nome de sua esposa é desconhecido. Ele foi homem claríssimo e consular de Creta. Talvez ele pode ser identificado com o conde da fortuna privada Fortunaciano.